# スカイウォーク

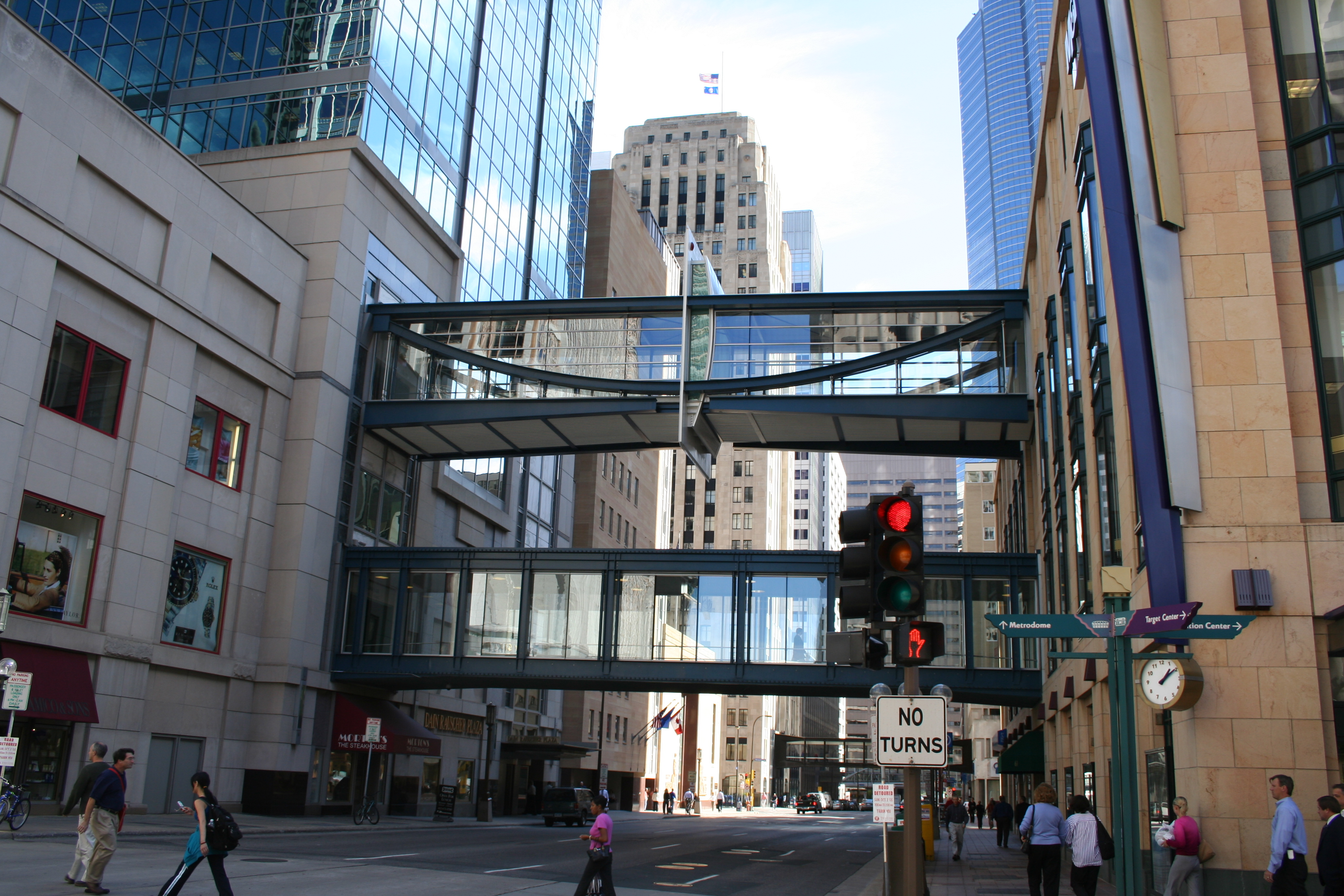
ミネアポリスのスカイウェイ

スカイウォーク（英語: skywalk）は、建物間やアトリウム施設上階の縁を繋ぐ、歩行者用の空中通路（空中回廊）のことである。スカイ・ウォークウェイ (sky walkway) やスカイウェイ (skyway) と呼ぶ場合もある。
具体的な形態は各種あり、天蓋が存在するものと存在しないものがある。
天蓋が存在するものは建造物、あるいは目的地同士の動線を確保するためであり、通観光目的で敷設される場合も多い。
スカイウォークが発達した都市として、寒冷地であるアメリカ・ミネソタ州ミネアポリスが有名で、同市には全長11キロメートルに及ぶネットワーク網が形成されている。
また天蓋が存在しないものは、観光地の渓谷や峡谷をつなぐものとしての用途が多く、グランドキャニオン・スカイウォークなどがある。
日本では横浜スカイウォークや恵比寿スカイウォーク、大阪ビジネスパークなどがある。施設に依りスカイブリッジ (sky bridge) などの名前を使うこともある。

## スカイウォークを扱った作品

### 映像作品
- ドキュメンタリー『衝撃の瞬間 ～番外編～』「スカイウォーク崩壊」（ナショナルジオグラフィックチャンネル） - ハイアットリージェンシー空中通路落下事故について検証されたドキュメンタリー番組。